# 江南三大名石
江南三大名石，又稱作江南園林三大名石，指上海豫园的宋徽宗花石纲遗物玉玲珑、苏州留园的冠云峰、杭州西湖的绉云峰。

## 上海豫园玉玲珑

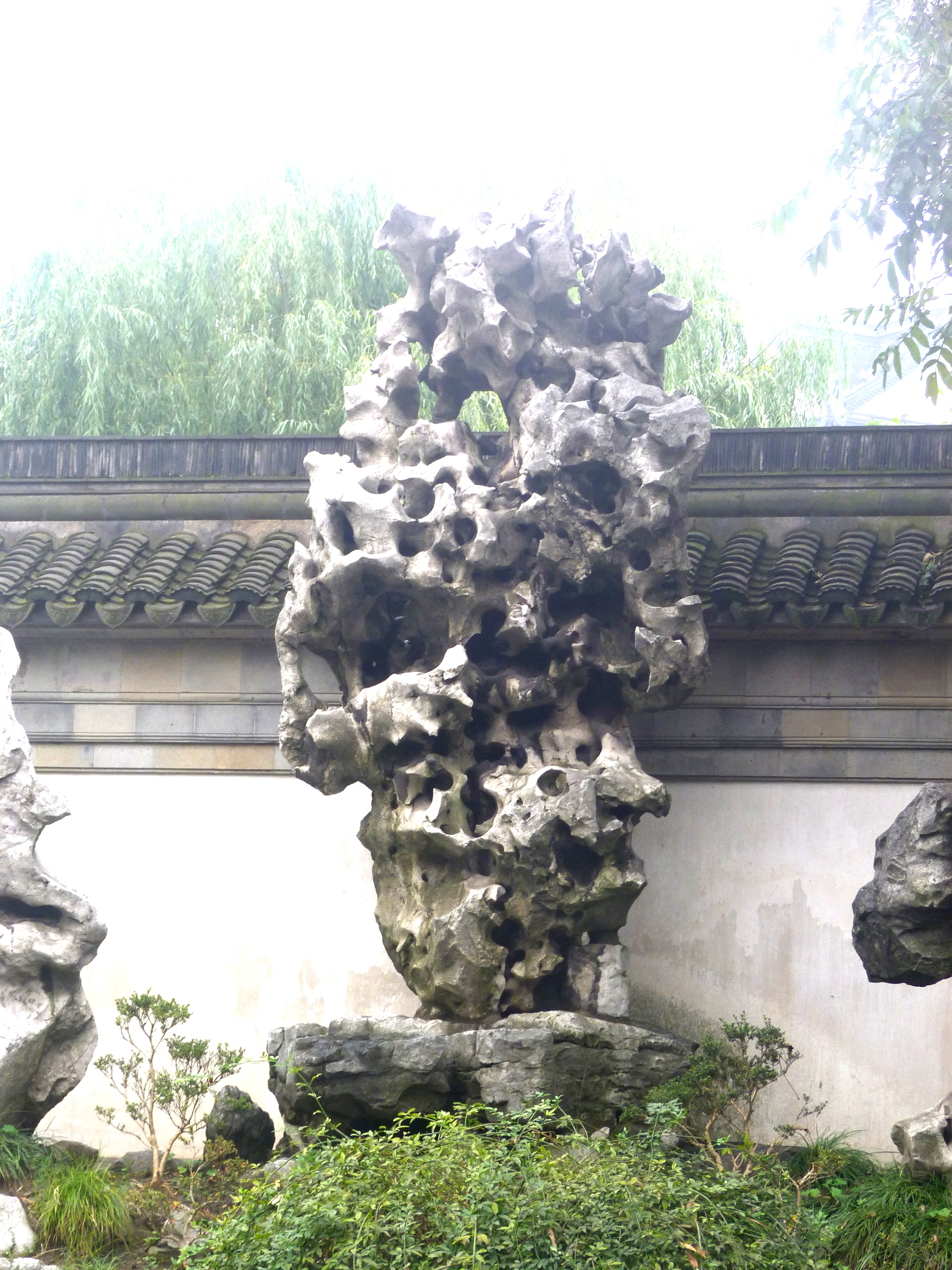
上海豫园玉玲珑

上海豫园的镇园之宝玉玲珑乃是宋徽宗花石纲遗物、明朝正德年间為太仆寺卿储昱所有，被安置于浦东三林塘南园，後移至上海豫园。此峰与元代铁狮、明代银杏、清代紫藤合称为“豫园四古”，據聞同為艮岳遗石。

## 苏州留园冠云峰

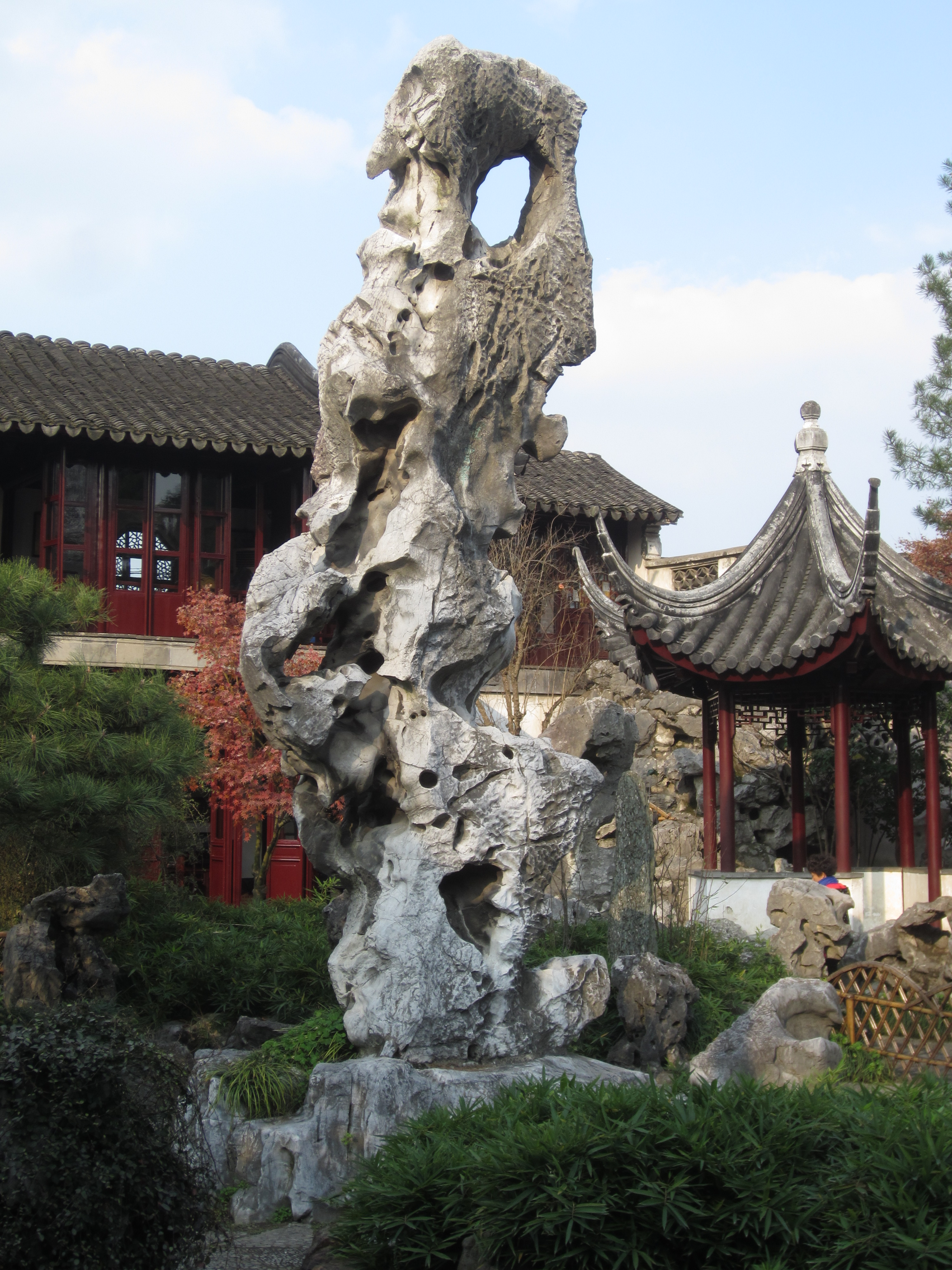
苏州留园冠云峰

冠云峰高6.5米，宋代花石纲遗物，系江南园林中最高大的一块太湖石，因石巅高耸，四展如冠，取名“冠云”，“瑞云”、“岫云”屏立左右，为留园著名的姐妹三峰。三峰下罗列小峰石笋，花草松竹点缀其间，大有林下水边，胜地之胜的林泉景色。

## 杭州西湖绉云峰

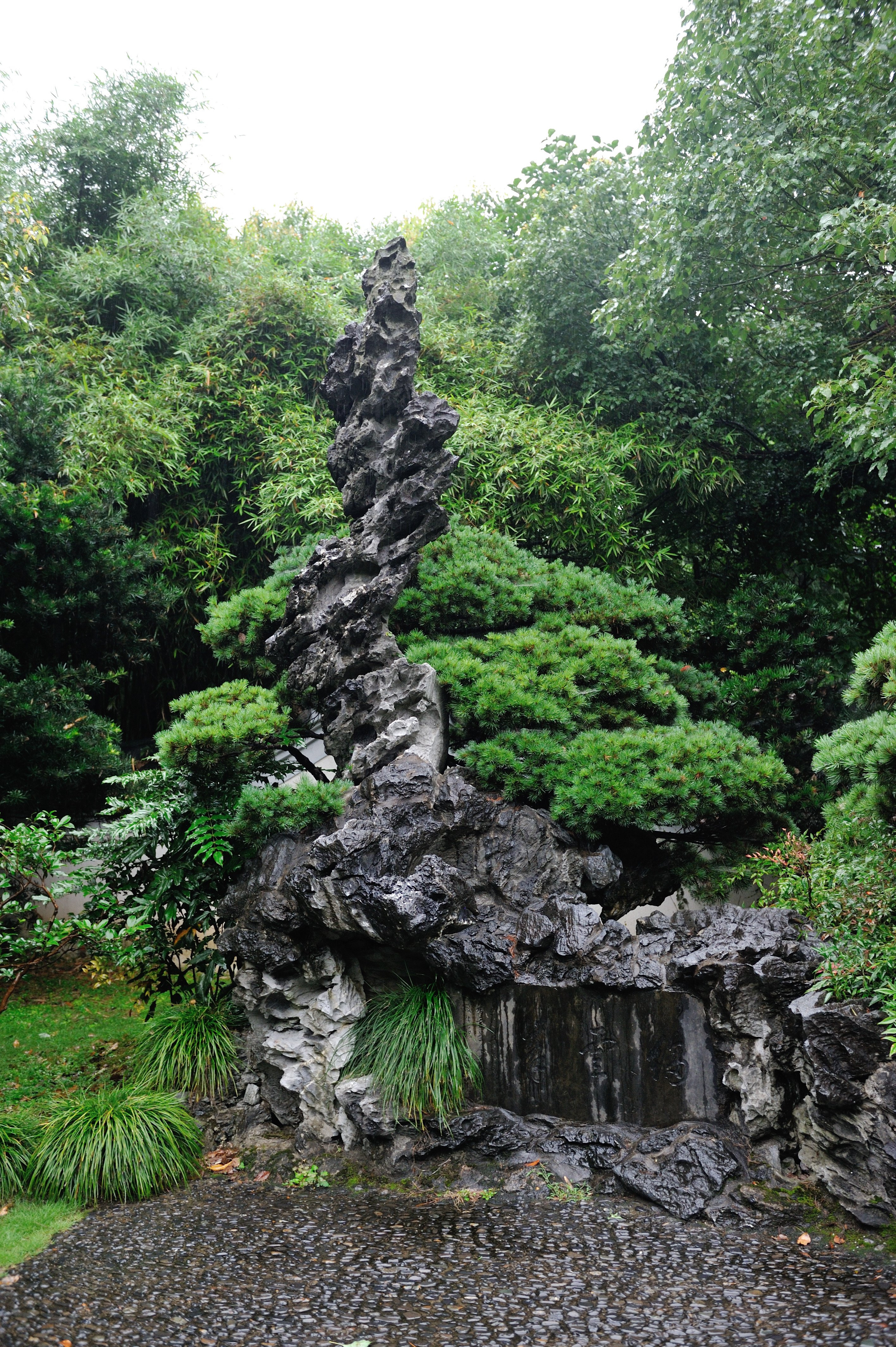
杭州西湖绉云峰

原在惠州广东水陆师提督吴六奇官邸，因受恩人查繼佐赞赏，遂送至浙江海宁查宅。查家家道中落后，石归海盐顾氏，后又归海盐马氏，清道光年间，置于浙江桐乡福严寺内。1963年，杭州市园林管理局将此石运来杭州，放置在竹素园内。此峰也列为“福严寺七宝”之冠，也与明代友芳园的“牡丹石”、“梅花石”，清初吴家花园的“耐寒石”，并称为“语溪四石”。